# Ophiura robusta
Ophiura robusta (лат.) — вид офиур из семейства Ophiuridae.

## Морфология
Размеры диска достигают 9 мм. Окраска красно-коричневая, иногда содержит белые включения; реже зеленовато-серая. Тело офиуры выглядит мелким, коренастым, лучи тонкие и длинные. Дисковый вырез слабо выражен, а папиллы на нем либо малочисленны, либо совсем пропадают. На боковых члениках луча по три короткие иглы, верхняя из которых самая длинная — она практически равна по длине самому членику. Раздельнополы, половой диморфизм не проявляется.

## Распространение и экология
По европейскому берегу Атлантического океана до Дании, по американскому — до мыса Код. Арктическо-бореальный вид. В Баренцевом, Карском и Белом морях. Предпочитает глубину от 3 м до 450 м и каменистый грунт, хотя встречается и на других. Чаще всего бывает найдена среди ризоидов ламинарий и под камнями.
Вид эвритермный и эвригалинный. Всеядны, питаются живой добычей, но могут потреблять падаль и детрит.

## Поведение
Офиура способная быстро перемещаться по дну и водорослям. В ожидании добычи может забираться под камни. Брюшная сторона направлена вниз. Хватает жертву вершинными частями луча, самая нижняя игла которых преобразована в крючок. Этим крючком жертва фиксируется. Когда офиура перемещает добычу в сторону рта, она резко приподнимается на концах лучей, при этом диск занимает вертикальное положение.